# Powroźnictwo

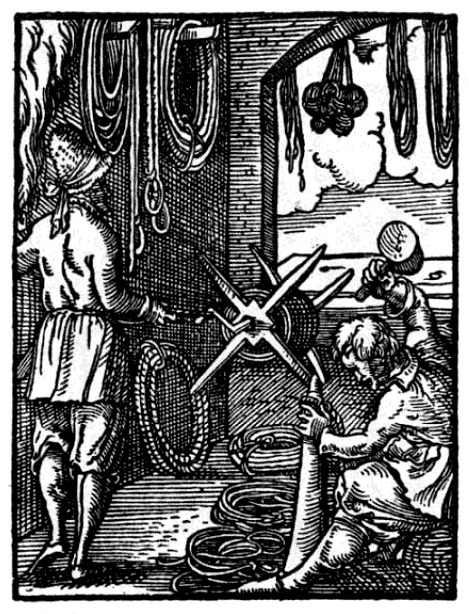
XV-wieczny warsztat powroźniczy

Powroźnictwo – rzemiosło wykonywane przez powroźnika, polegające na produkcji lin i powrozów poprzez splatanie lub skręcanie kilku oddzielnych sznurów; najczęściej z pasów skóry lub włókien konopi, sizalu, manili, juty i innych.

## Historia
Powroźnictwo było rzemiosłem rozpowszechnionym, bowiem sznurów i lin używano w wielu dziedzinach życia, jednak rozwijało się najbardziej dynamicznie tam zwłaszcza, gdzie towarzyszyło szkutnictwu. W roku 1526 w dawnej gdańskiej stoczni zatrudnionych było 253 cieśli i 15 powroźników. Uprawianie tego rzemiosła uważane było za przywilej, a zgoda była zazwyczaj uzależniona od decyzji władz miejskich.
W XVI wieku zakłady powroźnicze istniały m.in. w: Krakowie (1503), Wieliczce, Bochni, Poznaniu (1565) i Rawiczu. Produkcja fabryczna wyparła to rzemiosło w XIX i XX wieku.